# Gmina Cedar (hrabstwo Floyd)

Położenie Gminy Cedar w hrabstwie Floyd

Gmina Cedar (ang. Cedar Township) – gmina w USA, w stanie Iowa, w hrabstwie Floyd. Według danych z 2000 roku gmina miała 305 mieszkańców, a jej powierzchnia wynosi 82,54 km².